# Einar Sissener
Einar Rasmus Krag Schnitler Sissener, född den 21 september 1897 i Kristiania, död den 4 mars 1968 i Oslo, var en norsk skådespelare, regissör och teaterchef, känd för sina komiska roller i norsk teater och film.

## Karriär
Sissener teaterdebuterade 1919 på Centralteatret och utmärkte sig snabbt som Norges ledande karaktärskomiker. Fram till 1933 var han vid Nationaltheatret, 1933–1937 var han chef för Det Nye Teater, 1937–1946 populär revyskådespelare vid Chat Noir, och från 1947 åter vid Nationaltheatret. Med sin särpräglade tragikomiska talang tolkade han fantasifulla roller hos Shakespeare, Ludvig Holberg och Molière, och var en genuin och varm Harald i Oskar Braatens Det stora barndopet (som även filmatiserades 1931). Med sin märkvärdiga röst blev Sissener en central gestalt inom radiounderhållningen, där han tillsammans med Arild Feldborg skapade norska radioklassiker som Døren og Doffen.
Sissener var aktiv inom filmen från 1926, särskilt i karaktärsbiroller. Han regisserade och spelade själv huvudrollen i Syndare i sommarsol (1934).

## Familj
Sissener var son till farmaceuten Einar Sissener och dennes fru Ida Cathrine Dorthea Schnitler. Han förblev ogift och fick inga barn.

## Filmografi
Efter Internet Movie Database:
Skådespelare
- 1926 – Glomdalsbruden
- 1926 – Baldevins bryllup
- 1931 – Det stora barndopet
- 1931 – Halvvägs till himlen
- 1934 – Syndare i sommarsol
- 1935 – Du har lovet mig en kone!
- 1941 – Hansen og Hansen
- 1951 – Storfolk og småfolk
- 1954 – Kasserer Jensen
- 1955 – Arthurs forbrytelse
- 1957 – Fjols til fjells
- 1959 – Herren och hans tjänare
- 1960 – Venner

Regi
- 1934 – Syndare i sommarsol
- 1935 – Du har lovet mig en kone! (tillsammans med Tancred Ibsen)